# 艾略特·史密斯
艾略特·史密斯（英語：Elliott Smith，1969年8月6日—2003年10月21日），本名史蒂芬·保羅·史密斯，美國創作歌手與音樂家。出生於內布拉斯加州奧馬哈，史密斯童年大部分在德州度過，後在奧勒岡州波特蘭定居並開始了音樂生涯的時光，亦是他一生中相當重要的部分。史密斯以演奏吉他為主，但也精通鋼琴、單簧管、貝斯、鼓與口琴等樂器。史密斯有副與眾不同的嗓音，搭配他喃喃唱訴、綢網般細緻的唱腔，以及多聲軌技術，製造層次感、質韻與和聲。
在搖滾樂團Heatmiser演奏多年後，1994年，史密斯與獨立唱片廠牌Cavity Search與Kill Rock Stars合作發行首張專輯，開啟了單飛生涯。1997年，史密斯與DreamWorks唱片簽約，並發行了兩張專輯。同年，史密斯為電影《心靈捕手》演唱〈Miss Misery〉一曲，獲得了奧斯卡金像獎最佳原創電影歌曲提名，才使史密斯受到矚目，打入主流市場。
史密斯長期為憂鬱、酗酒、毒癮所困，而這些經歷亦成為他創作的題材。2003年10月21日，史密斯因胸口二道刀傷逝於加州洛杉磯，得年三十四歲。驗屍報告無法斷定刀傷是否是史密斯自己所為。史密斯當時正在錄製他的第六張專輯《From a Basement on the Hill》，該專輯後於2004年10月19日史密斯逝後順利問世。

## 音樂作品

### 錄音室專輯
| 發行日期       | 專輯名稱                    | 廠牌                         |
| -------------- | --------------------------- | ---------------------------- |
| 1994年7月14日  | Roman Candle                | Cavity Search唱片 Domino唱片 |
| 1995年7月21日  | 同名專輯                    | Kill Rock Stars Domino唱片   |
| 1997年2月25日  | Either/Or                   | Kill Rock Stars Domino唱片   |
| 1998年8月25日  | XO                          | DreamWorks唱片               |
| 2000年4月18日  | Figure 8                    | DreamWorks唱片               |
| 2004年10月19日 | From a Basement on the Hill | ANTI-唱片 Domino唱片         |
| 2007年5月8日   | 上弦月（New Moon）          | Kill Rock Stars Domino唱片   |
| 2010年         | 精選（An Introduction To）  | Kill Rock Stars Domino唱片   |